# Buttes
Buttes is een plaats en voormalige gemeente in het Zwitserse kanton Neuchâtel en maakt deel uit van het district Val-de-Travers.
Buttes telt 620 inwoners.

## Geboren
- Donat Golaz (1852-1900), notaris, bestuurder en politicus

- Gemeinsame Normdatei: 1155210247
- Historisch woordenboek van Zwitserland: 002874
- Virtual International Authority File: 154408103